# Simba (Disney)
Pour les articles homonymes, voir Simba.
Simba est un personnage de fiction apparu pour la première fois dans le long métrage d'animation Le Roi lion. Le personnage apparaît dans les suites et réadaptations : Le Roi lion 2 : L'Honneur de la tribu, Le Roi lion 3 : Hakuna Matata et Le Roi lion (2019).
Ce personnage est au centre de la comédie musicale Le Roi lion inspirée des films. Son histoire a été développée, en dehors de celle des longs-métrages de Disney. Simba fait également des apparitions dans des séries télévisées : Timon et Pumbaa et La Garde du Roi lion, ainsi que dans les jeux vidéo : Kingdom Hearts et Kingdom Hearts 2.

## Description
Dans la séquence d'ouverture du film, Simba est un nouveau-né, fils du roi Mufasa et de la reine Sarabi. Après les avoir rejoints, le sage Rafiki le tient et le montre à tous les animaux de la Terre des Lions.
Simba grandit et devient un jeune lionceau très excité qui pense, qu'en tant que prince et futur roi, tout lui est permis. Profitant de la naïveté de Simba, son oncle Scar, lui donne volontairement envie d'aller au cimetière d'éléphants. Simba se rend au cimetière et emmène aussi Nala avec lui. Selon Zazu, Simba, en tant que futur roi de la terre des lions doit épouser Nala, sa meilleure amie, mais cette nouvelle ne plaît guère aux deux jeunes lionceaux. Il n'apprécie toutefois pas que sa mère ait désigné Zazu pour les accompagner. En chemin, Simba et Nala complotent afin de se débarrasser de Zazu. Lorsqu'ils atteignent le cimetière, ils sont tous les trois pris dans une embuscade menée par Shenzi, Banzaï et Ed, trois hyènes subordonnées à Scar. Mais Mufasa intervient et sauve les deux lionceaux.
Il est déçu par la conduite de son fils, mais décide de ne pas trop le réprimander. Il lui fait comprendre qu'il ne faut se montrer brave que lorsque la situation l'exige et que même un roi peut craindre pour la vie des siens.
Plus tard, Scar tend un nouveau piège à Simba qu'il incite à attendre son père pour une surprise au creux d'un canyon. Sur son ordre, Shenzi, Banzaï et Ed provoquent l'affolement d'un troupeau de gnous, qui s'enfuient massivement à l'intérieur de ce même canyon, pourchassant le lionceau. Mufasa, informé par son frère, se porte au secours de son fils qu'il parvient à sauver. Mais Scar trahit Mufasa et le précipite au bas. Scar persuade alors Simba qu'il est responsable de la mort de son père et lui conseille de s'exiler pour toujours de la Terre des Lions. Après avoir échappé à une ultime tentative d'assassinat de la part de son oncle, Simba s'enfuit dans le désert.
Épuisé, il ne doit son salut qu'à l'intervention de deux compagnons insolites, Timon le suricate et Pumbaa le phacochère. Adoptant à leur contact une nouvelle philosophie de vie (« Hakuna matata »), Simba grandit dans leur jungle et devient un jeune lion. Mais lorsque son amie d'enfance, Nala, devenue une jeune lionne, le retrouve au cours d'une partie de chasse, ils ne tardent pas à tomber amoureux et sont souvent ensemble. Mais Nala est porteuse de terribles nouvelles : Scar, qui après le départ de Simba est devenu un véritable despote, a ravagé la Terre des Lions. Nala veut encourager le retour de Simba en tant que souverain légitime, mais se sentant toujours coupable de la mort de son père, ce dernier refuse sans même expliquer ses raisons.
C'était sans compter sur Rafiki, qui parvient à lui faire changer d'avis en lui montrant l'esprit de son père. De retour sur la Terre des Lions, Simba affronte Scar. Il apprend de la bouche de son oncle la vérité au sujet de la mort de son père et le défait à l'issue d'une âpre lutte. Quelques années plus tard, Simba, contrairement à son avis d'autrefois, accepta avec plaisir d'épouser Nala et ils sont devenus roi et reine de la Terre des Lions, Simba et Nala gouvernent la terre des lions et donnent naissance à une petite lionne nommée « Kiara » ainsi qu'à son frère Kion, vu dans La Garde du Roi lion.
Dans le second film, Simba est devenu un roi sage et avisé, ainsi qu'un père particulièrement protecteur. Mais, Kiara, qui est son unique enfant, lui désobéit en se rendant dans les Terres interdites où demeure un clan parallèle, dit des "hors-la-lois", qui semble avoir été banni depuis la chute du tyran du fait du refus de ses membres de prêter allégeance. Il est notamment dirigé par une certaine Zira, qu'on apprend être la veuve de Scar, et dont la seule ambition est de détrôner celui qu'elle voit surtout comme l'assassin de son lion. Kiara y fait la rencontre d'un jeune lionceau, Kovu, fils adoptif de l'ancien tyran, avec qui elle s'amuse mais leurs parents les séparent. Des années plus tard, Kovu sauve Kiara d'un incendie provoqué par Zira dans le cadre d'un complot contre Simba : le but étant qu'après avoir gagné la confiance de Simba. En signe de reconnaissance, il accepte donc de l'héberger et lui accorde peu à peu sa confiance.
Cependant, Kovu ne parvient pas à mener à bien le plan du fait de son amour pour Kiara. Peu de temps après, Simba est pourtant victime d'une embuscade tendue par Zira, et il accuse Kovu de l'avoir piégé. Il le bannit alors et Kiara, sans l'accord de son père, part à sa recherche. À peine Simba a-t-il le temps de se remettre de la nouvelle de la fuite de sa fille qu'il doit faire face à l'invasion par Zira de la terre des lions, pour s'en emparer par la force. Au moment où les deux dirigeants s'apprêtent à se livrer un duel à mort, Kovu et Kiara interviennent et parviennent à faire la paix entre les clans mais Zira, toujours obsédée par la vengeance, tente une dernière fois de tuer Simba. Kiara, protégeant son père, tombe alors avec elle au bord d'une falaise.
Finalement, Zira chute dans les gorges où Mufasa avait péri et les deux clans se regroupent sous l'égide d'un seul chef, Simba. La paix est rétablie dans le royaume.

## Simba et Hamlet
Une source d'inspiration assumée par les studios Disney pour la création du personnage de Simba est celui d'Hamlet de William Shakespeare.
Les deux intrigues ont un méchant assoiffé de pouvoir qui assassine son frère pour prendre le trône. Il exile ensuite son neveu et essaye de le détruire. Il appartient alors au prince, en proie à des conflits intérieurs émotifs et intellectuels, de récupérer ce qui lui est légitime.
Un exemple important de la similitude des deux histoires est le rôle joué par l'apparition du père décédé. Dans les deux cas, c'est le fantôme du père qui réussit à mettre le fils hésitant dans l'action. Mufasa dit à Simba :
« You have forgotten me. You have forgotten who you are and so have forgotten me. Look inside yourself, Simba. You are more than what you have become. You must take your place in the Circle of Life. Remember who you are, you are my son and the one true king. Remember who you are, remember, remember. »
Ceci est un pastiche clair des paroles du père d'Hamlet :
« If thou hast nature in thee, bear it not.
Let not the royal bed of Denmark be
A couch for luxury and damned incest.
But, howsoever thou pursuest this act,
Taint not thy mind, nor let thy soul contrive
[...]
Adieu, adieu, adieu! Remember me. »
La similitude de caractères des deux héros est également manifeste. Pour Hamlet et Simba, seuls fils survivants des rois assassinés, il est de leur responsabilité malheureuse de remédier à la vilainie de leurs oncles usurpateurs. Simba est exilé de la Terre des Lions, et Hamlet est exilé du Danemark vers l'Angleterre. Par cet exil, tous deux évitent d'être détruits par leurs oncles. Plus tard, tous deux s'interrogent sur la route à suivre. Doivent-ils agir pour échapper à leur situation difficile, ou se résigner à leur sort ? Hamlet considère le suicide dans son célèbre monologue :
« To be, or not to be: that is the question:
Whether 'tis nobler in the mind to suffer
The slings and arrows of outrageous fortune,
Or to take arms against a sea of troubles,
And by opposing end them? »
Simba doit décider s'il doit ou non continuer de vivre dans la forêt, hors de son royaume (dans lequel on le croit mort). Il a même son propre monologue, parallèle à celui d'Hamlet, dans lequel il dit :
« I can't go back. What would it prove, anyway? It won't change anything. You can't change the past. »
En fin de compte, Simba et Hamlet surmontent leurs doutes et font face à leurs craintes.

## Interprètes
| Voix originale : - Le Roi lion - Jonathan Taylor Thomas (enfant) - Jason Weaver (enfant, chant) - Evan Saucedo (chant dans Le Rapport du matin uniquement, 2003 Édition spéciale) - Matthew Broderick (adulte) - Joseph Williams (adulte, chant) - Le Roi lion 2 : L'Honneur de la tribu : - Matthew Broderick - Cam Clarke (chant) - Le Roi lion 3 : Hakuna Matata : - Matt Weinberg (enfant) - Matthew Broderick (adulte) - Timon et Pumbaa : Cam Clarke - La Garde du Roi lion : Rob Lowe - Le Roi lion (live action) - JD MacCrary (enfant) - Donald Glover (adulte) | Voix française : - Le Roi lion - Dimitri Rougeul (enfant) - Mattias Mella (chant dans Le Rapport du matin uniquement, 2003 Édition spéciale) - Emmanuel Curtil (adulte) - Le Roi lion 2 : L'Honneur de la tribu : Emmanuel Curtil - Le Roi lion 3 : Hakuna Matata : - Mattias Mella (enfant) - Emmanuel Curtil (adulte) - Timon et Pumbaa : Emmanuel Curtil - La Garde du Roi lion : Emmanuel Curtil - Le Roi lion (live action) - Lorik Saxena (enfant) - Ismaël El Marjou (enfant, chant) - Rayane Bensetti (adulte) - Michaël Lelong (adulte, chant) |

Le Roi lion
- Voix algérienne : Guillaume Benhamouche (enfant) ; Abdel Fleka (adulte)
- Voix allemande : Julius Jellinek (enfant), Manuel Straube (enfant, chant), Frank Lorenz Engel (adulte), et Cusch Jung (adulte, chant)
- Voix brésilienne : Bruno Miguel (enfant) et Garcia Júnior (adulte)
- Voix danoise : Andreas Hviid (enfant) et Peter Jorde (adulte)
- Voix finnoise : Christopher Romberg (enfant) et Paavo Kerosuo (adulte)
- Voix hongroise : Simonyi Balázs (enfant) et Stohl András (adulte)
- Voix islandaise : Þorvaldur D. Kristjánsson (enfant) et Felix Bergsson (adulte)
- Voix italienne : George Castiglia (enfant) et Riccardo Rossi (adulte)
- Voix japonaise : Tatsuya Nakazaki (enfant) et Mitsuru Miyamoto (adulte)
- Voix néerlandaise : Piet Hein Snijders (enfant) et Jurrian van Dongen (adulte)
- Voix norvégienne : Erik Espolin Johnson (enfant) et Håvard Bakke (adulte)
- Voix polonaise : Michał Mech (enfant) et Paweł Tucholski (adulte)
- Voix portugaise : Fábio Pascoal (enfant) et Carlos Freixo (adulte)

Le Roi lion 2 : L'Honneur de la tribu
- Voix allemande : Frank Lorenz Engel (adulte), et Cusch Jung (adulte, chant)
- Voix brésilienne : Garcia Júnior
- Voix danoise : Peter Jorde
- Voix finnoise : Paavo Kerosuo
- Voix hongroise : Stohl András
- Voix islandaise : Felix Bergsson
- Voix italienne : Riccardo Rossi et Roberto Staffoggia (chant)
- Voix japonaise : Mitsuru Miyamoto et Hajime Inoue (chant)
- Voix néerlandaise : Jurrian van Dongen
- Voix norvégienne : Håvard Bakke
- Voix polonaise : Krzysztof Banaszyk et Wojciech Dmochowski (chant)
- Voix portugaise : Carlos Freixo
- Voix québécoise : François Godin et Luc Campeau (chant)

Le Roi lion 3 : Hakuna Matata
- Voix allemande : Manuel Straube (enfant, chant) et Frank Lorenz Engel (adulte)
- Voix brésilienne : Bruno Miguel (enfant) et Garcia Júnior (adulte)
- Voix danoise : Andreas Hviid (enfant) et Peter Jorde (adulte)
- Voix finnoise : Saska Pulkkinen (enfant) et Paavo Kerosuo (adulte)
- Voix hongroise : Simonyi Balázs (enfant) et Stohl András (adulte)
- Voix islandaise : Þorvaldur D. Kristjánsson (enfant) et Felix Bergsson (adulte)
- Voix italienne : Gabriele Patriarca (enfant) et Riccardo Rossi (adulte)
- Voix japonaise : Tatsuya Nakazaki (enfant) et Mitsuru Miyamoto (adulte)
- Voix néerlandaise : Piet Hein Snijders (enfant) et Jurrian van Dongen (adulte)
- Voix norvégienne : Erik Espolin Johnson (enfant) et Håvard Bakke (adulte)
- Voix polonaise : Michał Mech (enfant) et Paweł Tucholski (adulte)
- Voix portugaise : Fábio Pascoal (enfant) et Carlos Freixo (adulte)

Comédie musicale Le Roi lion
- Scott Irby-Ranniar (créateur du rôle enfant à Broadway)
- Jason Raize (créateur du rôle adulte à Broadway)
- Jérémy Fontanet (créateur du rôle adulte à Paris)

## Chansons interprétées par Simba
- Je voudrais déjà être roi (I Just Can't Wait To Be King) avec Zazu et Nala dans Le Roi lion
- Hakuna Matata avec Timon et Pumbaa dans Le Roi lion
- L'amour brille sous les étoiles (Can You Feel the Love Tonight?) avec Nala, Timon et Pumbaa dans Le Roi lion
- Nous sommes un (We are One ou Une famille au Québec) avec Kiara dans Le Roi lion 2 : L'Honneur de la tribu

## Caractéristiques particulières
- « Simba » signifie « lion » en swahili[5].
- Il apparaît également dans une vidéo musicale de The Lion Sleeps Tonight avec Timon et Pumbaa, qui a été montrée dans le film Tom et Huck en 1995.
- Simba a été présenté comme l'un des invités du club House of Mouse dans la série Disney's tous en boîte, où il tend à alterner entre l'enfant et l'adulte.
- Simba figure également dans les parades et spectacles à Walt Disney Parks and Resorts.
- Simba a été également le personnage principal dans La Légende du Roi lion, un ancien monde fantastique, attraction du Magic Kingdom à Walt Disney World Resort, qui raconte de nouveau l'histoire du film en utilisant pleinement les marionnettes articulées.
- D'autres attractions de Disney ont présenté Simba : le spectacle Mickey's PhilharMagic ainsi que It's a Small World du parc Hong Kong Disneyland.